# Deutz-Fahr
Deutz-Fahr er en tysk producent af jordbrugsmaskiner. Den blev etableret i 1968 efter at  Klockner-Humboldt-Deutz AG (KHD) opkøbte Fahr. I 1995 blev Deutz-Fahr en del af af SAME Deutz-Fahr, i dag SDF Group.